# Petalostelma sarcostemma
Petalostelma sarcostemma är en oleanderväxtart som först beskrevs av Miguel Lillo, och fick sitt nu gällande namn av Liede och Meve. Petalostelma sarcostemma ingår i släktet Petalostelma och familjen oleanderväxter. Inga underarter finns listade i Catalogue of Life.